# 窄鞭冠鮟鱇
窄鞭冠鮟鱇為輻鰭魚綱鮟鱇目棘茄魚亞目鞭冠鮟鱇科的其中一種，為深海魚類，分布於中東大西洋馬得拉群島與葡萄牙南部海域，體長可達13公分，生活習性不明，不具經濟價值。

## 扩展阅读
維基物種上的相關：窄鞭冠鮟鱇